# 只見温泉
只見温泉（ただみおんせん）は、福島県南会津郡只見町にある温泉。

## 泉質
- 強食塩泉
  - 源泉温度32.5℃
  - 湧出量：毎分80リットル
  - 掘削動力揚湯
  - 源泉は黒みがかっている

## 温泉街
只見川の河畔に公共の日帰り入浴施設「只見保養センター ひとっぷろまち湯」が存在する。
旧施設「只見町営温泉保養センター」は鄙びた外観が特徴であったが、2011年7月の新潟・福島集中豪雨の影響により営業を停止。2013年9月、改名・改装しリニューアルオープンした。源泉は黒みがかっているが、循環風呂のため湯は無色透明となっている。
隣にはゲートボール場がある。

## アクセス
- 鉄道 : 只見線只見駅より徒歩約10分。